# Уједињено Краљевство на Светском првенству у атлетици у дворани 2014.
Уједињено Краљевство је учествовало на Светском првенству у атлетици у дворани 2014. одржаном у Сопоту од 7. до 9. марта петнаести пут, односно учествовало је на свим првенствима до данас. Уједињено Краљевство је пријавило  35 такмичара (20 мушкарца и 15 жена) али у стартној листи трке на 3.000 метара нема Ајлиш Маколган тако да је репрезентацију Уједињеног Краљевства представљало 34 такмичара (20 мушкарца и 14 жена), који су се такмичили у 16 дисциплина (8 мушких и 8 женских).,
На овом првенству Уједињено Краљевство је по броју освојених медаља заузело 4. место са шест освојених медаља (једна златна, две сребрне и три бронзане). Поред тога оборена су четири национална рекорда сезоне, један лични апсолутни рекорд, девет лична рекорда и четири лична рекорда сезоне. У табели успешности према броју и пласману такмичара који су учествовали у финалним такмичењима (првих 8 такмичара) Уједињено Краљевство је са 12 учесника у финалу заузело 4. место са 61 бодом.
| Плас. | Земља                | 1. место | 2. место | 3. место | 4. место | 5. место | 6. место | 7. место | 8. место | Бр. финал. | Бод. |
| ----- | -------------------- | -------- | -------- | -------- | -------- | -------- | -------- | -------- | -------- | ---------- | ---- |
| 4.    | Уједињено Краљевство | 1        | 2        | 3        | 3        | 0        | 1        | 1        | 1        | 12         | 61   |

## Учесници
| Мушкарци: - Ричард Килти — 60 м - Двејн Чемберс — 60 м - Најџел Левин — 400 м, 4 х 400 м - Ричард Бак — 400 м - Ендру Осаги — 800 м - Mukhtar Mohammed — 800 м - Ли Еманјуел — 1.500 м - Крис О’Хер — 1.500 м - Ендру Вернон — 3.000 м - Џонатан Мелор — 3.000 м - Вилијам Шерман — 60 м препоне - Andrew Pozzi — 60 м препоне - Конрад Вилијамс — 4 х 400 м - Мајкл Бингам — 4 х 400 м - Џејми Боуи — 4 х 400 м - Лук Ленон-Форд — 4 х 400 м - Daniel Awde — 4 х 400 м - Том Парсонс — Скок увис - Роберт Грабарз — Скок увис - Luke Cutts — Скок мотком | Жене: - Аша Филип — 60 м - Софи Папс — 60 м - Маргарет Адеој — 400 м, 4 х 400 м - Шана Кокс — 400 м, 4 х 400 м - Лора Мјур — 800 м - Џема Симпсон — 1.500 м - Тифани Портер — 60 м препоне - Елид Чајлд — 4 х 400 м - Кристин Охуруогу — 4 х 400 м - Викторија Охуруогу — 4 х 400 м - Laura Wake — 4 х 400 м - Холи Блесдејл — Скок мотком - Шара Проктор — Скок удаљ - Катарина Џонсон-Томпсон — Скок удаљ |  |

## Освајачи медаља (5)

### Злато (1)
- Ричард Килти — 60 м

### Сребро (2)
- Катарина Џонсон-Томпсон — Скок удаљ
- Конрад Вилијамс, Џејми Боуи, 
 Luke Lennon-Ford, Најџел Левин, 
 Мајкл Бингамс*, Daniel Awde** — 4 х 400 м

### Бронза (3)
- Ендру Осаги — 800 м
- Тифани Портер — 60 м препоне
- Елид Чајлд, Шана Кокс, 
 Маргарет Адеој, Кристин Охуруогу, 
 Викторија Охуруогу* — 4 х 400 м

## Резултати

### Мушкарци
| Атлетичар        | Дисциплина   | Лични рекорд | Квалификације                | Квалификације                | Полуфинале            | Полуфинале           | Финале               | Финале               | Детаљи |
| Атлетичар        | Дисциплина   | Лични рекорд | Резултат                     | Место                        | Резултат              | Место                | Резултат             | Место                | Детаљи |
| ---------------- | ------------ | ------------ | ---------------------------- | ---------------------------- | --------------------- | -------------------- | -------------------- | -------------------- | ------ |
| Ричард Килти     | 60 м         | 6,53         | 6,53 КВ, ЛР                  | 1. у гр. 4                   | 6,52 КВ, ЛР           | 2. у гр. 1           | 6,49 ЛР              |                      |        |
| Двејн Чемберс    | 60 м         | 6,52         | 6,57 КВ                      | 1. у гр. 6                   | 6,58 кв               | 4. у гр. 2           | 6,53                 | 6 / 43 (44)          |        |
| Ричард Бак       | 400 м        | 45,88        | Дисквалификован по чл. 163,2 | Дисквалификован по чл. 163,2 | Није се квалификовао  | Није се квалификовао | Није се квалификовао | Није се квалификовао |        |
| Најџел Левин     | 400 м        | 45,71        | 46,64 кв                     | 2. у гр. 1                   | 46,84                 | 4. у гр. 2           | Није се квалификовао | 8 / 25 (27)          |        |
| Ендру Осаги      | 800 м        | 1:45,22      | 1:47,10 кв                   | 2. у гр. 3                   |                       |                      | 1:47,10              |                      |        |
| Mukhtar Mohammed | 800 м        | 1:46,58      | 1:47,59 ЛРС                  | 4. у гр. 1                   | Нису се квалификовали | 11 / 17 (19)         |                      |                      |        |
| Ли Еманјуел      | 1.500 м      | 3:38,99      | 3:48,09                      | 5. у гр. 1                   | Нису се квалификовали | 19 / 22 (23)         |                      |                      |        |
| Крис О’Хер       | 1.500 м      | 3:37,25      | 3:40,06                      | 4. у гр. 2                   | Нису се квалификовали | 10 / 22 (23)         |                      |                      |        |
| Ендру Вернон     | 3.000 м      |              | 7:45,49 КВ, ЛР               | 4. у гр. 1                   | 7:58,25               | 11 / 19 (20)         |                      |                      |        |
| Џонатан Мелор    | 3.000 м      | 7:46,73      | 8:03,17                      | 9. у гр. 2                   | Није се квалификовао  | 19 / 19 (20)         |                      |                      |        |
| Вилијам Шерманн  | 60 м препоне | 7,62         | 7,59 КВ, ЛР                  | 1. у гр. 3                   | 7,53 КВ, ЛР           | 3. у гр. 1           | 7,56                 | 8 / 29 (31)          |        |
| Andrew Pozzi     | 60 м препоне | 7,56         | 7,56 КВ, ЛР                  | 1. у гр. 4                   | 7,56 КВ, ЛР           | 2. у гр. 2           | 7,53 ЛР              | 4 / 29 (31)          |        |
| Конрад Вилијамс2 | 4 х 400 м    | 3:03,20 НР   | 3:06,09 КВ, НРС              | 1. у гр. 2                   |                       |                      | 3:03,49 НРС          |                      |        |
| Џејми Боуи       | 4 х 400 м    | 3:03,20 НР   | 3:06,09 КВ, НРС              | 1. у гр. 2                   |                       |                      | 3:03,49 НРС          |                      |        |
| Лук Ленон-Форд   | 4 х 400 м    | 3:03,20 НР   | 3:06,09 КВ, НРС              | 1. у гр. 2                   |                       |                      | 3:03,49 НРС          |                      |        |
| Најџел Левин2    | 4 х 400 м    | 3:03,20 НР   | 3:06,09 КВ, НРС              | 1. у гр. 2                   |                       |                      | 3:03,49 НРС          |                      |        |
| Мајкл Бингам*    | 4 х 400 м    | 3:03,20 НР   | 3:06,09 КВ, НРС              | 1. у гр. 2                   |                       |                      | 3:03,49 НРС          |                      |        |
| Том Парсонс      | Скок увис    | 2,31         | 2,25                         | 12                           | Нису се квалификовали | 12 / 17              |                      |                      |        |
| Роберт Грабарз   | Скок увис    | 2,34         | 2,25                         | 11                           | Нису се квалификовали | 11 / 17              |                      |                      |        |
| Luke Cutts       | Скок мотком  | 5,83 НР      |                              |                              |                       |                      | 5,65                 | 8 / 12               |        |

- Такмичари у штафети обележени звездицом су трчали у квалификацијама, не и у финалу, а такмичари који су обележени бројем трчали су и у појединачним дисциплинама.

### Жене
| Атлетичарка             | Дисциплина   | Лични рекорд | Квалификације   | Квалификације | Полуфинале            | Полуфинале            | Финале                | Финале      | Детаљи |
| Атлетичарка             | Дисциплина   | Лични рекорд | Резултат        | Место         | Резултат              | Место                 | Резултат              | Место       | Детаљи |
| ----------------------- | ------------ | ------------ | --------------- | ------------- | --------------------- | --------------------- | --------------------- | ----------- | ------ |
| Аша Филип               | 60 м         | 7,09         | 7,18 КВ         | 1. у гр. 1    | 7,09 КВ, ЛР           | 2. у гр. 3            | 7,11                  | 4 / 43      |        |
| Софи Папс               | 60 м         | 7,22         | 7,22 КВ, ЛР     | 2. у гр. 6    | 7,30                  | 6. у гр. 1            | Нису се квалификовале | 15 / 43     |        |
| Маргарет Адеој          | 400 м        | 52,35        | 52,69 кв ЛРС    | 4. у гр. 1    | 53,59                 | 5. у гр. 2            | Нису се квалификовале | 8 / 43      |        |
| Шана Кокс               | 400 м        | 52,13        | 53,10           | 3. у гр. 1    | Није се квалификовала | Није се квалификовала | Није се квалификовала | 15 / 43     |        |
| Лора Мјур               | 800 м        | 2:00,94      | 2:02,55         | 2. у гр. 1    |                       |                       | Нису се квалификовале | 8 / 17 (18) |        |
| Џема Симпсон            | 1.500 м      | 4:11,17      | 4:11,93         | 5. у гр. 1    | 10 / 20               |                       | Нису се квалификовале |             |        |
| Тифани Портер           | 60 м препоне | 7,80 НР      | 7,95 КВ         | 1. у гр. 4    | 7,93 КВ               | 3. у гр. 2            | 7,86 ЛРС              |             |        |
| Елид Чајлд              | 4 х 400 м    | 3:27,56 НР   | 3:30,60 КВ, НРС | 1. у гр. 1    |                       |                       | 3:27,90 НРС           |             |        |
| Шана Кокс2              | 4 х 400 м    | 3:27,56 НР   | 3:30,60 КВ, НРС | 1. у гр. 1    |                       |                       | 3:27,90 НРС           |             |        |
| Маргарет Адеој2         | 4 х 400 м    | 3:27,56 НР   | 3:30,60 КВ, НРС | 1. у гр. 1    |                       |                       | 3:27,90 НРС           |             |        |
| Кристин Охуруогу        | 4 х 400 м    | 3:27,56 НР   | 3:30,60 КВ, НРС | 1. у гр. 1    |                       |                       | 3:27,90 НРС           |             |        |
| Викторија Охуруогу*     | 4 х 400 м    | 3:27,56 НР   | 3:30,60 КВ, НРС | 1. у гр. 1    |                       |                       | 3:27,90 НРС           |             |        |
| Laura Wake**            | 4 х 400 м    | 3:27,56 НР   | 3:30,60 КВ, НРС | 1. у гр. 1    |                       |                       | 3:27,90 НРС           |             |        |
| Холи Блесдејл           | Скок мотком  | 4,87 НР      |                 |               |                       |                       | 4,55                  | 9 / 12      |        |
| Шара Проктор            | Скок удаљ    | 6,89 НР      | 6,69 кв, ЛРС    | 3             |                       |                       | 6,68                  | 4 / 13      |        |
| Катарина Џонсон-Томпсон | Скок удаљ    | 6,75         | 6,60 кв         | 6             | 6,81 аЛР              |                       |                       |             |        |

- Такмичарке у штафети обележене звездицом су трчале у квалификацијама, не и у финалу, а такмичарке које су обележене бројем су трчале и у појединачним дисциплинама.
- Атлетичарка у штафети означена са две звездице била је резерва и није учествовала у трци штафете.